# Dominazione-sottomissione
Il binomio Dominazione/sottomissione è una parte fondamentale nel BDSM.
Viene comunemente abbreviato in D/s.

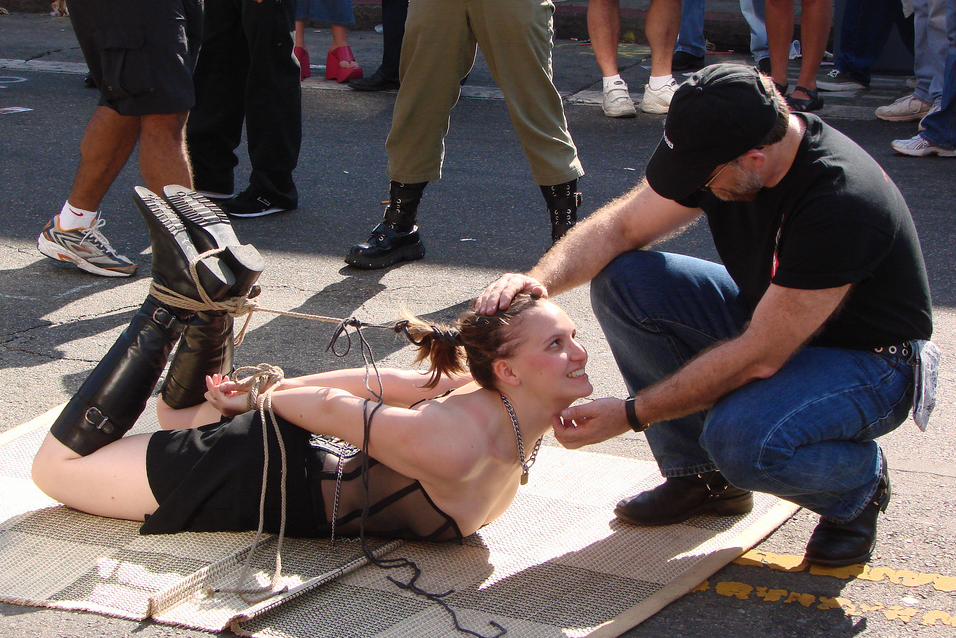
Dominazione al festival Folsom Street Fair negli USA

Un rapporto D/s si basa principalmente sulla volontaria cessione di potere di una delle due parti, che da quel momento sarà sottomessa (sub, dall'inglese submissive), all'altra, che viene investita del ruolo di Dominante (in breve Dom). 
Questi ruoli sono sempre ruoli relazionali: si è Dominanti di qualcuno e sottomessi di qualcuno, non si tratta di caratteristiche identitarie alla persona. Non si è Dominanti di tutti o sottomessi a tutti, ma a chi si sceglie e con chi ci si riconosce come tali.
Un rapporto D/s può presentare apparenti squilibri anche molto vistosi, ma non bisogna mai scordarsi che si tratta di rapporti consensuali. Perché si possa parlare di D/s c'è bisogno che entrambe le persone siano consapevoli e d'accordo con tutto quanto succede. In realtà tutto verte intorno alla fiducia reciprocamente riconosciuta.

## Limiti e SafeWord
Il sub sceglie di delegare parte del proprio potere decisionale al partner ma nel farlo stabilisce dei limiti, ossia mette in chiaro cosa è disponibile a fare e cosa no. Il rispetto dei limiti è fondamentale: non importa quanto si sia già fatto prima, se qualcosa, qualsiasi cosa, è un limite, forzare il sottomesso a farla significa uscire dalla consensualità e quindi dal BDSM e dal legale.
La negoziazione dei limiti è uno dei capisaldi del D/s, ed è stato preso a modello anche da altre sottoculture, che si sono interessate a fare riflessioni approfondite sul consenso. Alcuni praticanti di D/s scelgono di ritualizzare questa negoziazione con la stipula di un vero e proprio contratto, pur senza valore legale, nel quale sono indicate le promesse di entrambe le parti. Molti altri preferiscono evitare questo formalismo, ma rimane comunque la grande importanza data al dialogo in merito ai propri desideri, gusti, possibilità; anche perché il D/s comprende un'ampia gamma di pratiche e a ogni nuovo incontro è necessario assicurarsi di quali siano quelle che interessano all'altra persona, e come intende viverle, per verificare un'effettiva compatibilità.
A volte, con l'approfondirsi del rapporto, alcuni limiti possono essere spostati un po' più in là o superati, ma sempre con il consenso della persona sottomessa.
Per vigilare meglio su questi limiti, molti praticanti di D/s stabiliscono una safeword, ossia una parola che, pronunciata dalla parte sottomessa, segnali inequivocabilmente il suo desiderio di fermarsi. Eventualmente si può sostituire la parola con un gesto o un particolare suono, specialmente se la parte sottomessa è nell'impossibilità di parlare. Questi segnali devono essere facili da ricordare, da pronunciare/fare e da riconoscere perché siano utili in caso di difficoltà.
Una safeword è particolarmente importante perché il semplice dire "no" potrebbe essere interpretato come un semplice fare scena o comunque come una "richiesta", che, in nome del rapporto di Dominazione e sottomissione, il Dom può scegliere se esaudire o meno. Invece è sempre necessario (anche legalmente) che la parte sottomessa sia sempre in grado di comunicare un eventuale cambiamento d'idea. Talvolta può essere vitale che un problema venga segnalato molto più tempestivamente di quanto permetterebbe una spiegazione dettagliata.

## Tipologie, ruoli, metodi
Come in altre attività legate al BDSM, questa condizione può essere limitata nel tempo (generalmente della durata della scena) o può essere uno stile di vita, in quel caso si possono usare anche i termini Master o Mistress, Padrone o Padrona e il corrispettivo slave o schiavo/schiava. È comunque sempre possibile che una persona sia interessata a entrambi i ruoli e viene allora definita switch.

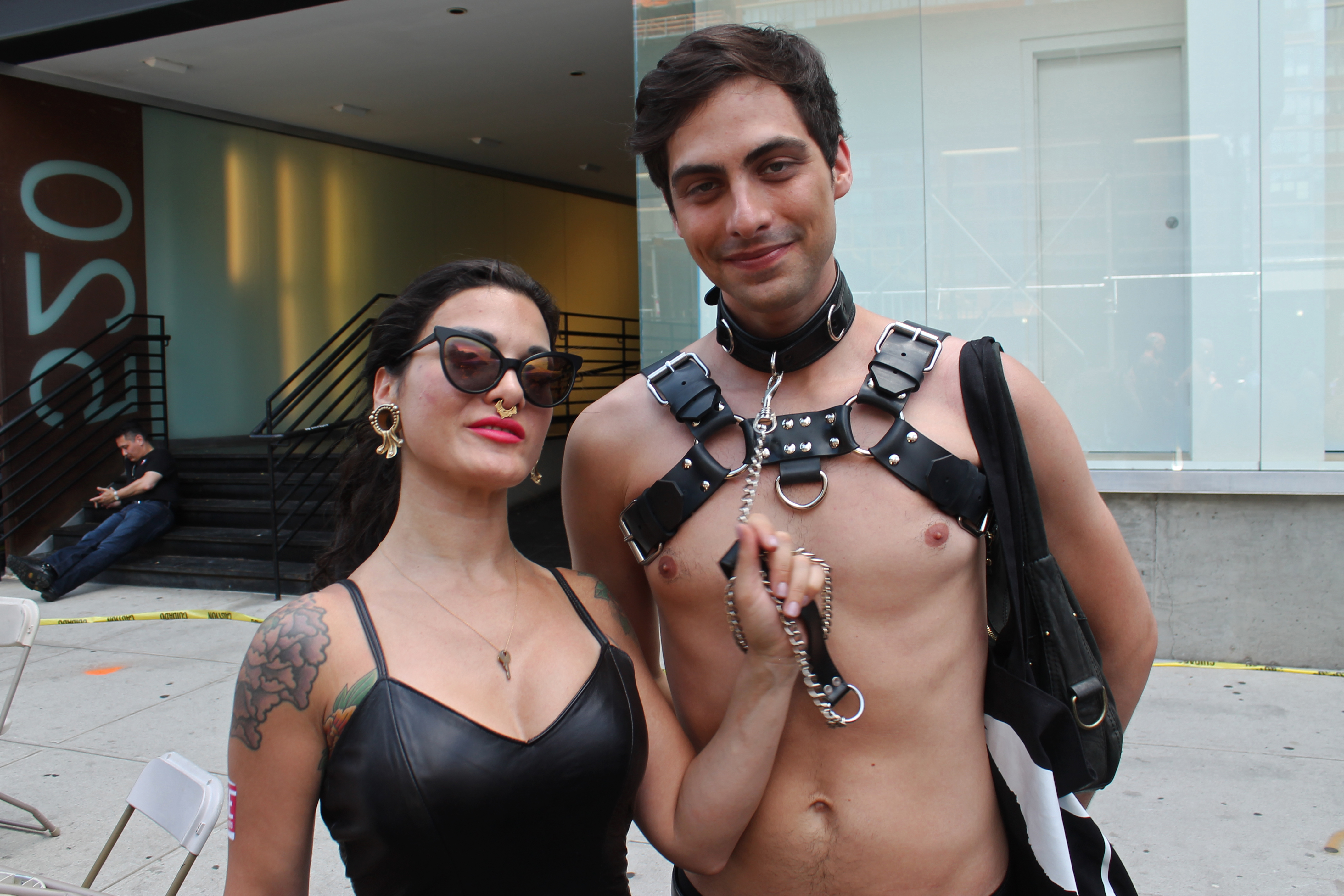
Una coppia D/s in posa per una foto. Molte persone indossano un collare per indicare il loro stato di sottomissione.

La simbologia maggiormente adottata consiste nell'uso del collare, che viene donato dal Dom al sub, che sta a significare la presenza di un legame di appartenenza, l'impegno dei due in un rapporto BDSM con ruoli e impegni precisi. Che vuol dire quindi essere Dominanti di qualcuno? Vuol dire che quel qualcuno ha dato alla persona Dominante il potere di decidere per lui o per lei su alcuni aspetti della loro vita, generalmente ma non solo la sfera erotica.
Più nel pratico, alcuni esempi possono essere:
- Controllo del sesso. Decidendo se, quando, come il partner possa o non possa godere. Imponendo o negando rapporti sessuali di vario genere. Dirigendo la masturbazione.
- Controllo delle sensazioni. Piacere, dolore, solletico, disgusto, fastidio, caldo, freddo, etc.
- Controllo dell'aspetto. Può andare dal richiedere un determinato abbigliamento, far depilare il corpo etc., all'imprimere segni permanenti o semipermanenti come tatuaggi, piercing, cicatrici particolari o altro.
- Controllo delle emozioni. Creando situazioni che facciano sentire il partner spaventato o imbarazzato o eccitato o confuso o umiliato o geloso etc.
- Controllo del comportamento. Impartendo regole di condotta. Dando ordini o prescrivendo rituali da eseguire, al puro scopo di ribadire il legame di sottomissione che lega il partner al suo Dominante, o con obiettivi più specifici come servizi utili al benessere del Dominante o anche compiti per la crescita e il miglioramento del sottomesso stesso.
- Giochi di ruolo. Ossia impersonando personaggi diversi da quello che si è realmente, e inscenando per gioco delle dinamiche particolari come ad esempio Maestro/a e allievo/a, guardia e delinquente, animale e suo possessore, stupratore e vittima, signore/a e cameriera/e e chi più ne ha più ne metta.
- Farsi venerare. Ossia quando il partner sub si dedica alla gratificazione del partner Dom prendendosi cura del suo corpo con massaggi, dedicandogli gesti di devozione, apprezzando i suoi capi d'abbigliamento quali reliquie o simili...
- Impartire punizioni per uno dei punti precedenti se mal eseguiti, disubbidienze o altre mancanze.

Varie di queste pratiche possono anche essere fatte per il puro piacere di farle, senza che vi sia uno scambio di potere, e in questo caso si parla più propriamente di Top e Bottom o pratiche puramente SadoMasochiste o feticistiche. Nel Ds, queste pratiche (e qualunque altra cosa potrebbe venire in mente alla fantasia dei coinvolti) sono un mezzo per provare la Dominazione e acquistano un senso ulteriore dal fatto specifico di essere ordinate e "imposte", nella ricerca dell'obbedienza e del servizio.
Occorre che tutto quanto illustrato più sopra si svolga con il consenso di entrambi gli attori. Un Dominante deve essere consapevole che, nel'acquisire l'onore di poter decidere per il sottomesso, acquisisce anche l'onere di cercare di decidere per il meglio di entrambi. 
In tutte le pratiche citate e in qualunque altre si possano pensare, soft o più estreme che siano, è fondamentale saper valutare quanto per coloro che assumono il ruolo di Dominante sia importante assumere la responsabilità della incolumità psicologica e fisica del sub che gli si affida; un Dominante, prima di pretendere obbedienza, deve assicurarsi di essere in grado di gestirla. L'intelligenza di coloro che assumono il ruolo di sub sta invece nel sapere scegliere una o delle persone in grado di gestire tale responsabilità con la dovuta serietà e perizia. 
Alcuni sottomessi amano sentire che il Dominante si sta prendendo cura di loro, altri invece apprezzano di crogiolarsi nella sensazione di essere maltrattati e sfruttati senza considerazione, ma anche in questo secondo caso si tratta pur sempre di un rapporto condiviso, uno scambio, e se tutte le parti non trovano una pur contorta gratificazione il rapporto stesso è destinato a crollare molto presto.